# قسم بلان الريفي (مقاطعة تشابهار)
قسم بلان الريفي (بالفارسية: دهستان پلان) هي منطقة ريفية تقع في منطقة بولان في إيران. يقدر عدد سكانها بـ 28,799 نسمة .